# Blauet de França

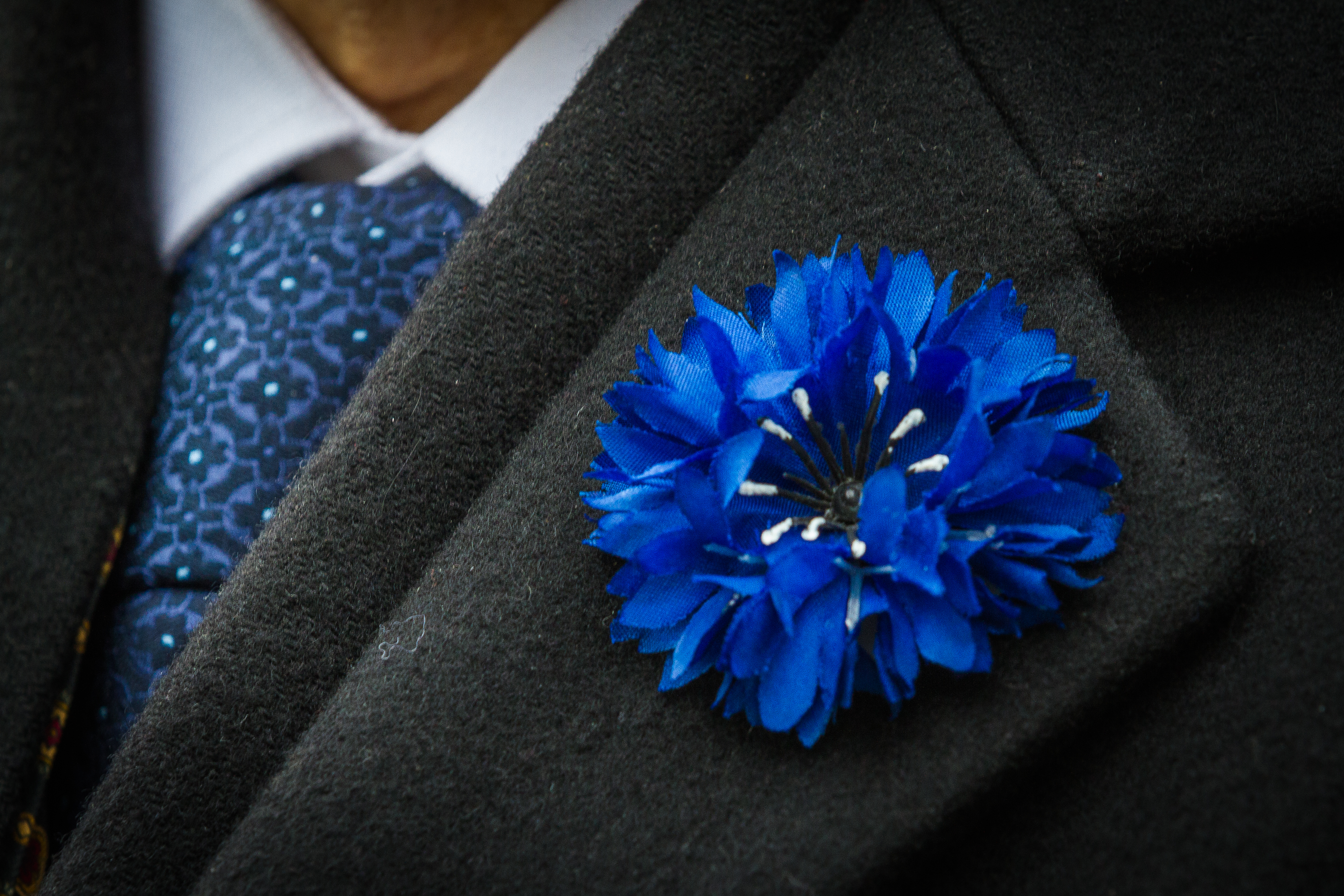
Un blauet de França, al novembre de 2013.

El Blauet de França és el símbol de la memòria i la solidaritat que fa servir una associació benèfica francesa envers els veterans, les víctimes de la guerra, els invàlids, les vídues i els orfes. La venda d'aquestes flors, del gènere Centaurea Cyanus (normalment artificials, confeccionades per veterans, o invàlids de guerra), popularment anomenades blauets o blavets, durant festivitats patriòtiques, especialment l'11 de novembre i el 8 de maig, serveix per a finançar obres socials i ajudes dirigides a aquells col·lectius.

## Orígens

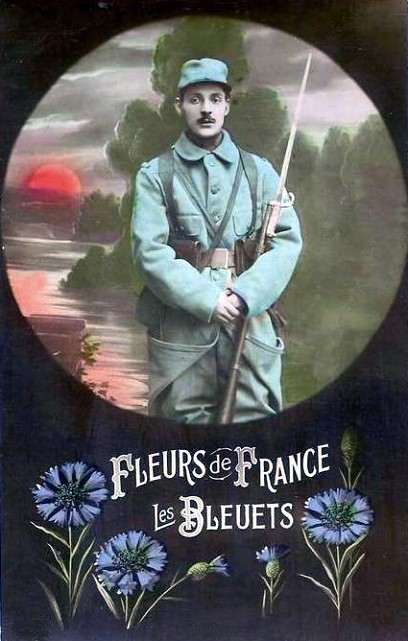
Postal de propaganda.

En el llenguatge de les flors, el blauet és considerat el símbol de la humilitat, la timidesa, paradigma dels sentiments més purs, simples i delicats.
Els blauets —que juntament amb les roselles, tenen una simbologia similar al Regne Unit i als països de la Commonwealth—  són les flors que creixien durant la Gran Guerra, en uns territoris castigats per milers de projectils i bombes, com a únics testimonis de vida i color, en el fang de les trinxeres i en els camps de batalla arrasats.
En l'argot militar de l'època, també s'anomenaven "Blauets" els soldats de la classe 17 —nascuts el 1897— que acabaven d'arribar al camp de batalla de Chemin des Dames . Aquest nom vé del terme familiar francès “blau", és a dir, una persona novella, sense experiència.
Aquesta apel·lació va persistir durant tota la guerra ja que l'uniforme nou, net i amb els colors ben vius, assenyalava els nouvinguts, en contrast amb el gruix de la tropa, descolorida i bruta, que formaven els veterans.

La popularitat dels "blauets" era tal, que va ser utilitzada per a la propaganda a través de postals, insígnies, cartells, cançons i poemes":
| «                                                        | Les voici les p’tits « Bleuets » Les Bleuets couleur des cieux Ils vont jolis, gais et coquets, Car ils n’ont pas froid aux yeux. En avant partez joyeux ; Partez, amis, au revoir ! Salut à vous, les petits « bleus », Petits « bleuets », vous notre espoir ! | » |
| — Alphonse Bourgoin, extrait de Bleuets de France, 1916. | |   |

#### Els primers tallers

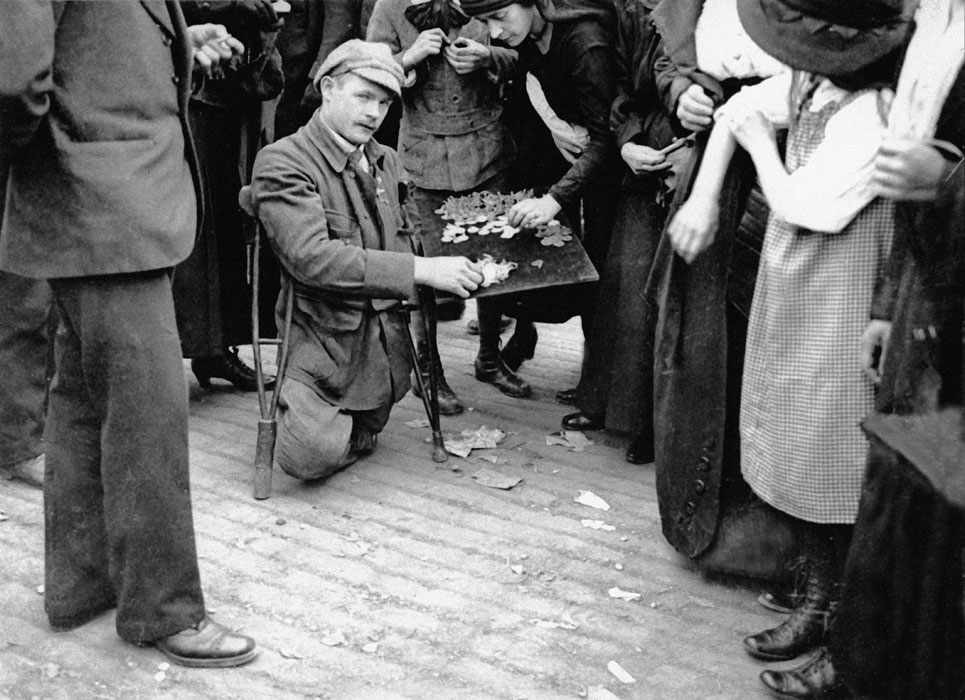
Un invàlid de guerra ven els seus blauets als Camps Elisis,.

L'origen de les insígnies es remunta al 1916, quan Suzanne Lenhardt, infermera de l'hospital militar dels Invàlids i viuda d'un capità d'infanteria colonial, juntament amb la filla del General Gustave Léon Niox i Charlotte Malleterre, esposa del general Gabriel Malleterre, corpreses pels sofriments dels ferits de guerra i davant de la necessitat de retornar-los amb dignitat a la vida civil, van decidir organitzar uns tallers per a confeccionar i comercialitzar els blauets, en teixit i paper. Des de llavors es venen al públic i proporcionen a aquest col·lectiu uns petits ingressos El blauet de França ha esdevingut el símbol de la reintegració a través del treball.

#### Oficialització de la insígnia

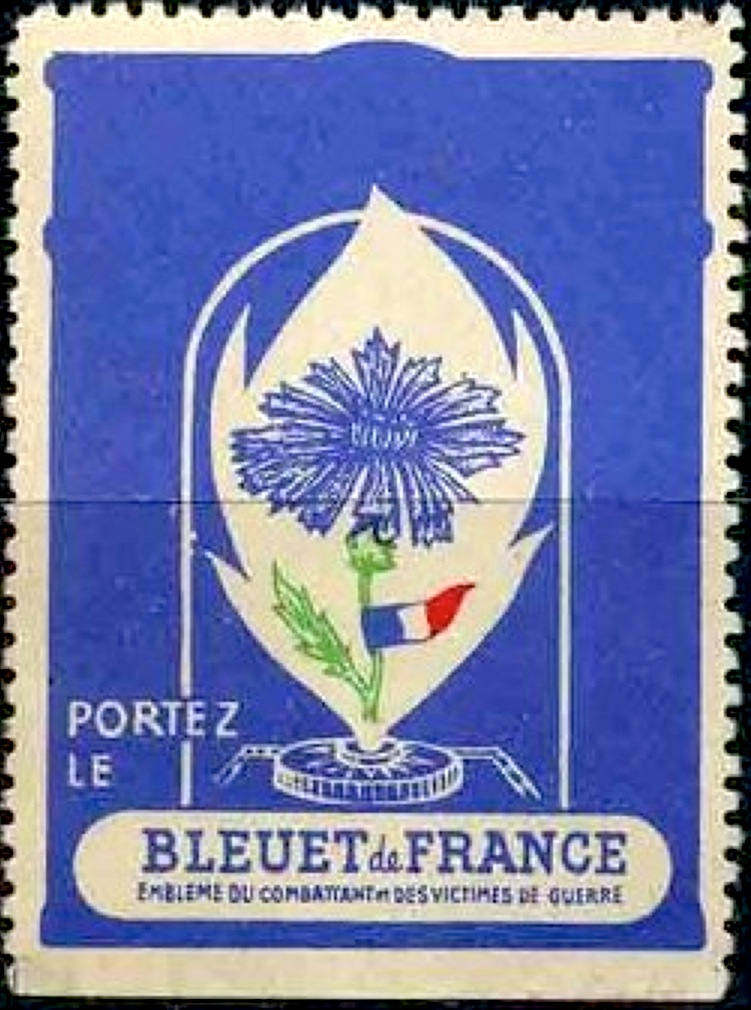
Segell de col·lecció francès de blauets.

El 15 setembre 1920, Louis Fontenaille, president de Mutilés de France, va presentar un informe a la Federació Interaliada de Veterans (FIDAC) a Brussel·les, amb un projecte destinat a convertir el Blauet de França en un símbol permanent dels Caiguts per França.
El 1928, el president Gaston Doumergue va concedir el seu mecenatge a Blauet de França i les vendes es van estendre gradualment per tot el país. L'11 de novembre de 1934 se'n van vendre 128.000 unitats.
A partir de 1935, l'Estat va oficialitzar la venda del Blauet de França.
Després de la Segona Guerra Mundial, el 1957 es va crear un segon dia de recaptació, el 8 de maig, aniversari de la rendició de l'Alemanya nazi .

### Societat Nacional del Blauet de França

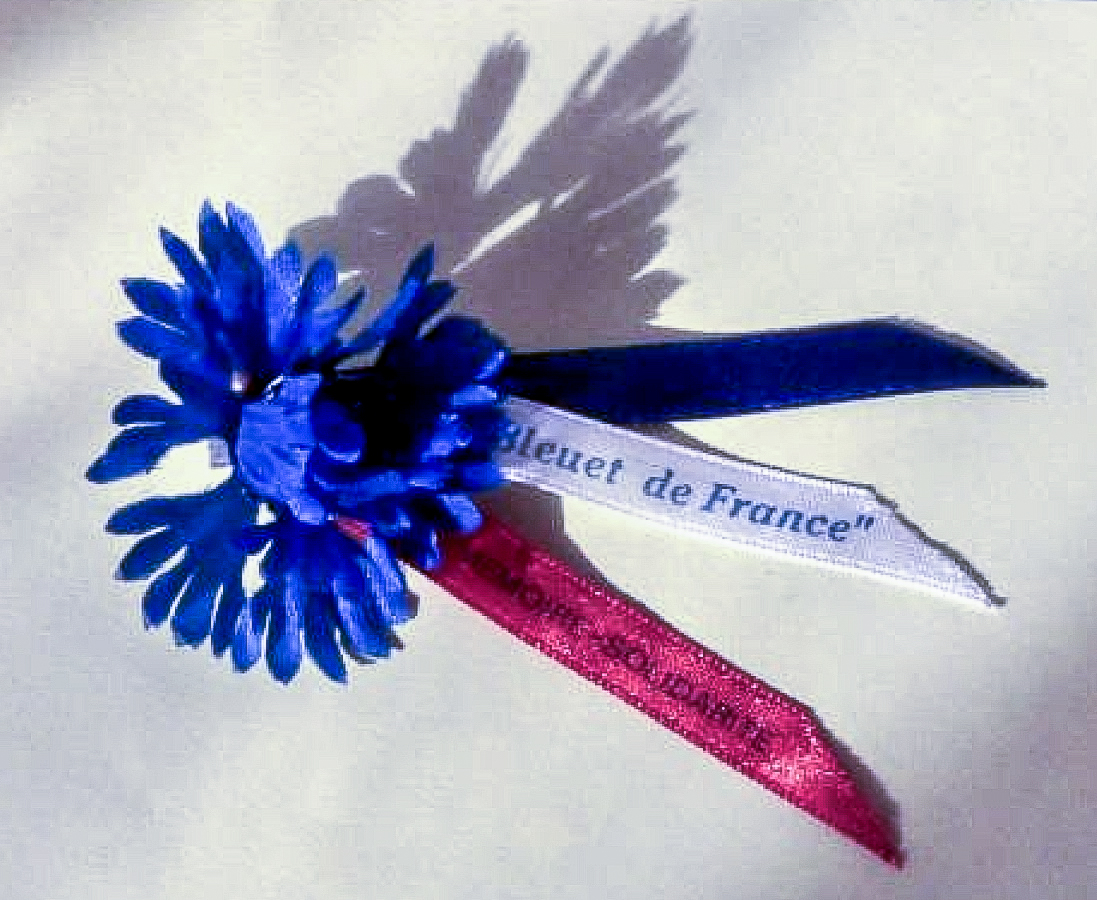
Blauet de França al voltant de 1950.

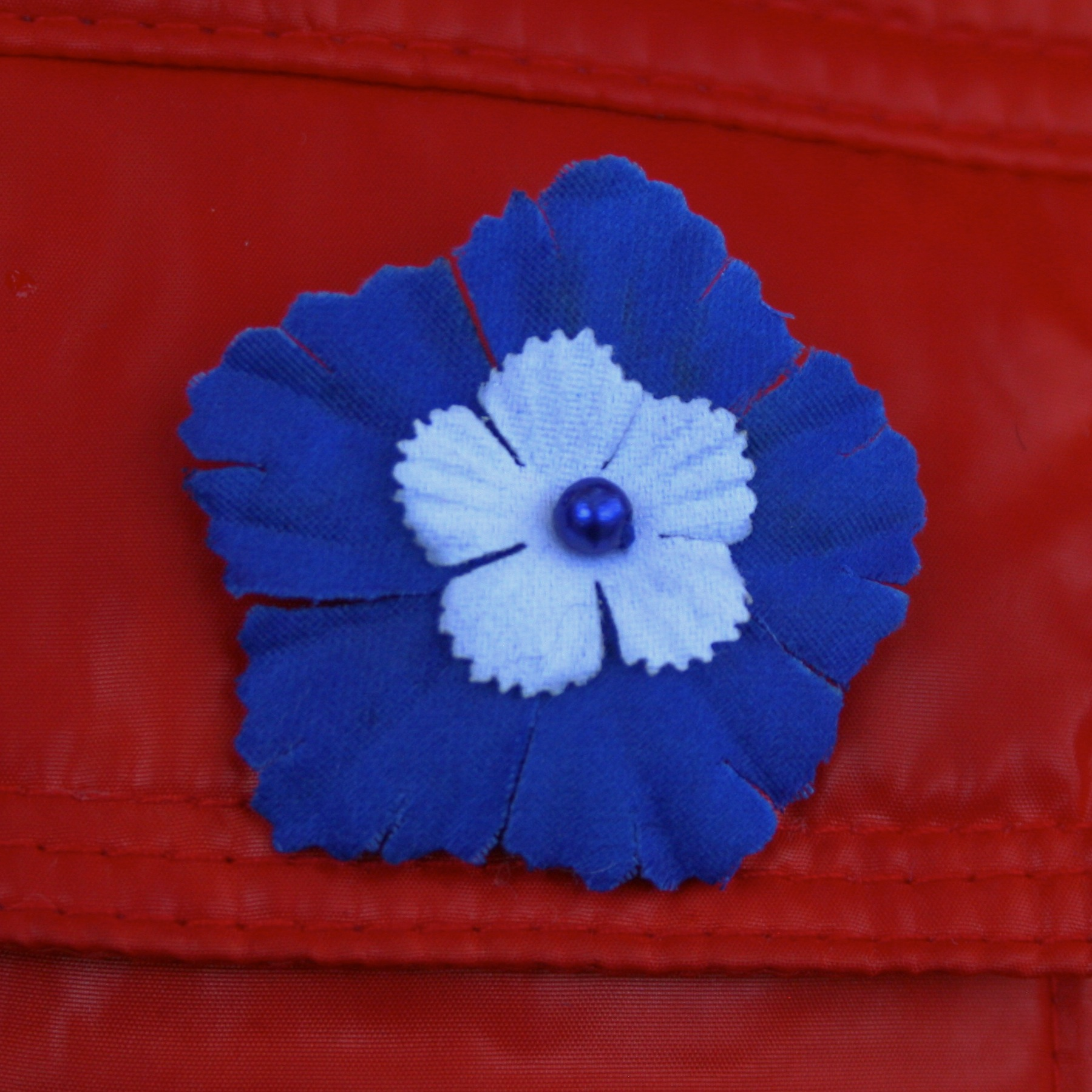
Blauet de França, model del 2012.

Des de llavors, cada any, en les commemoracions patriòtiques del 8 de maig i l'11 de novembre, el Blauet de France es ven a la via pública per voluntaris de l' Œuvre nationale du Bleuet de France .
L'Obra Nacional del Blauet de França és una associació d'utilitat pública, reconeguda des del 1991, sota l'autoritat de l'Oficina Nacional dels Veterans i Víctimes de Guerra. El seu objectiu és recaptar fons per finançar obres socials que ajudin els veterans, vídues de guerra, pupils de l'Estat, soldats ferits en operacions de manteniment de la pau i víctimes del terrorisme .
L'Obra també dóna suport als soldats que actualment participen en operacions arreu del món. Blauet de França va participar així en la iniciativa “Paquets de Nadal per a soldats en operacions a l'estranger» també participa en accions en escoles i instituts, destinades a promoure la memòria històrica, contribuïnt econòmicament a promocionar viatges culturals als llocs commemoratius de gestes patriòtiques.
El 2011, gairebé 32.000 benefactors van reunir 1.102.440 Euros que van permetre ajudar 18.141 persones i organitzar per tot França més cinc-centes iniciatives de memòria històrica per a les joves generacions. En comparació, la Royal British Legion recapta més de 50 milions d'euros cada any, amb la seva rosella.
El 8 maig 2012, l'endemà de les eleccions presidencials franceses, durant les cerimònies commemoratives a l'Arc de Triomf de l'Étoile, el president, llavors recentment elegit, François Hollande, va rellançar la tradició portant el Blauet de França a la solapa, a diferència de Nicolas Sarkozy.
L'11 novembre 2012, per primera vegada, a part de ser la celebració de la fí de la Primera Guerra Mundial, també va esdevenir una jornada d'homenatge per a tots els que van morir per França. Un grup d'oficials de l'Escola de Guerra i del Curs Superior d'Estat Major (CSEM) van decidir rellançar la col·lecta en favor del Blauet de França i el cap d'Estat Major de les Forces Armades, l'almirall Édouard Guillaud, va enviar un missatge a totes les unitats, animant-les a portar el Blauet de France al seu uniforme, fins i tot durant l'horari de servei, fins a l'11 de novembre.
El 2018, la fàbrica de moneda de París va emetre una moneda commemorativa de dos euros del Blauet de France, amb una tirada de 15 millions d'exemplars.
El president de la República, Emmanuel Macron, va lluir el blauet a la jaqueta durant les cerimònies que commemoratives del centenari de l'armistici de 1918 a l'avinguda dels Camps Elisis.
Des del 6 octobre 2023, les autoritats civils i militars porten el Blauet de France a la seva roba o uniforme de ciutat de l'1 a l'11 de novembre, de l'1 al 8 de maig, el 14 de juliol (Festa nacional francesa) i l'11 de març (dia nacional d'homenatge a les víctimes del terrorisme).
El 14 juliol 2025, ha tingut lloc la desfilada militar als Camps Elisis, marcada pel centenari del Blauet de France, que ha retut homenatge als veterans.

#### La rotonda de Blauet-de-França

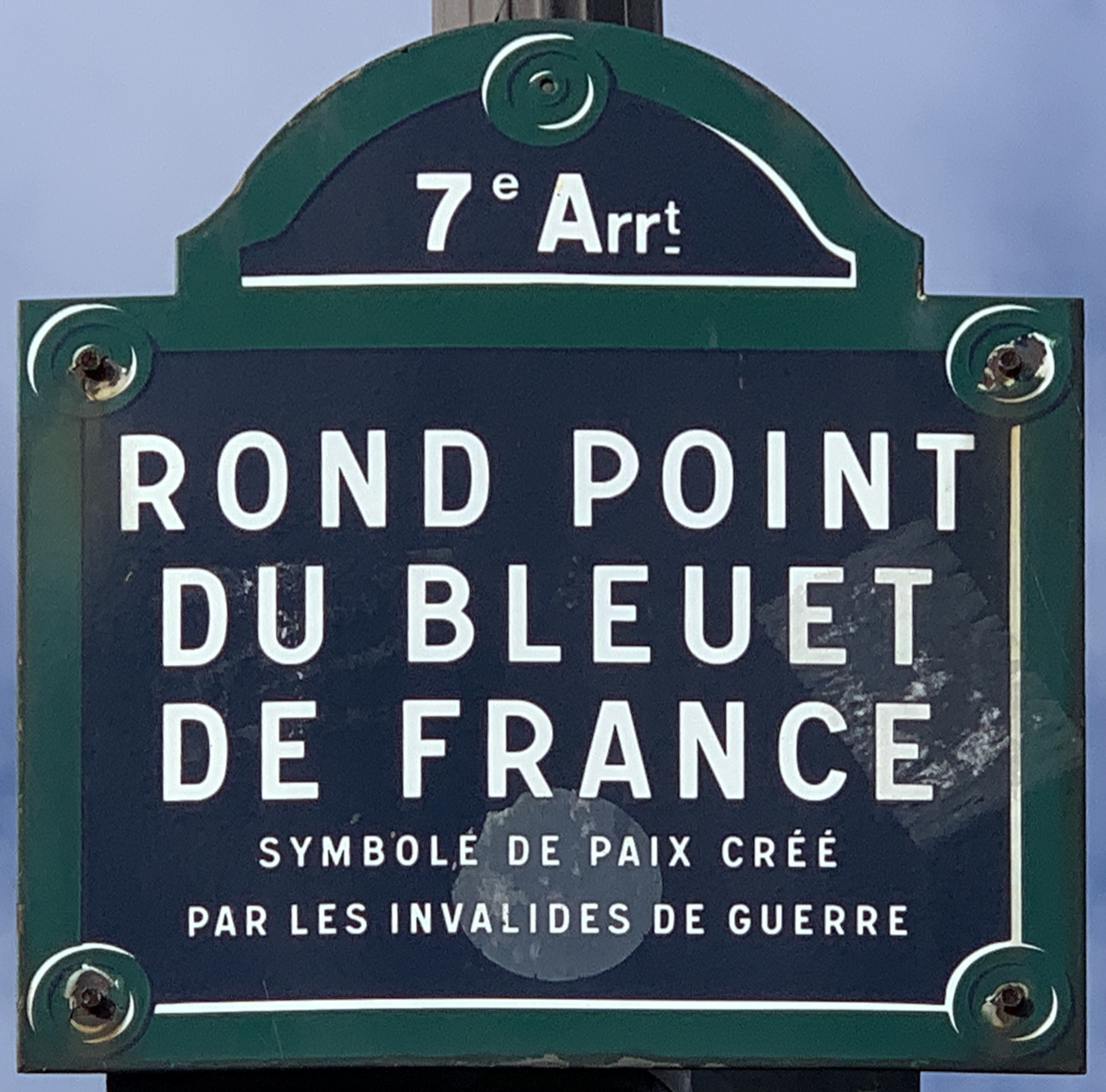
Placa a la rotonda de Bleuet de France a París.

Des del 27 agost 1998, la rotonda situada a l'eix de la Place des Invalides, davant de l'Hôtel des Invalides va rebre el nom de «Rotonda - Pont del Blauet de França»  

#### Hi serem (Cançó del Blauet de França)
L'11 abril 2025, es va presentar la cançó "Hi serem", escrita per Jean-Jacques Goldman per a l'espectacle benèfic "Sentinelles d'una nit» organitzada per l'obra nacional de Blauet de França. La cançó, interpretada per Eloïz i Yvard, també es va poder escoltar durant la desfilada militar del 14 de juliol del mateix any.

### Al Regne Unit i a la Commonwealth

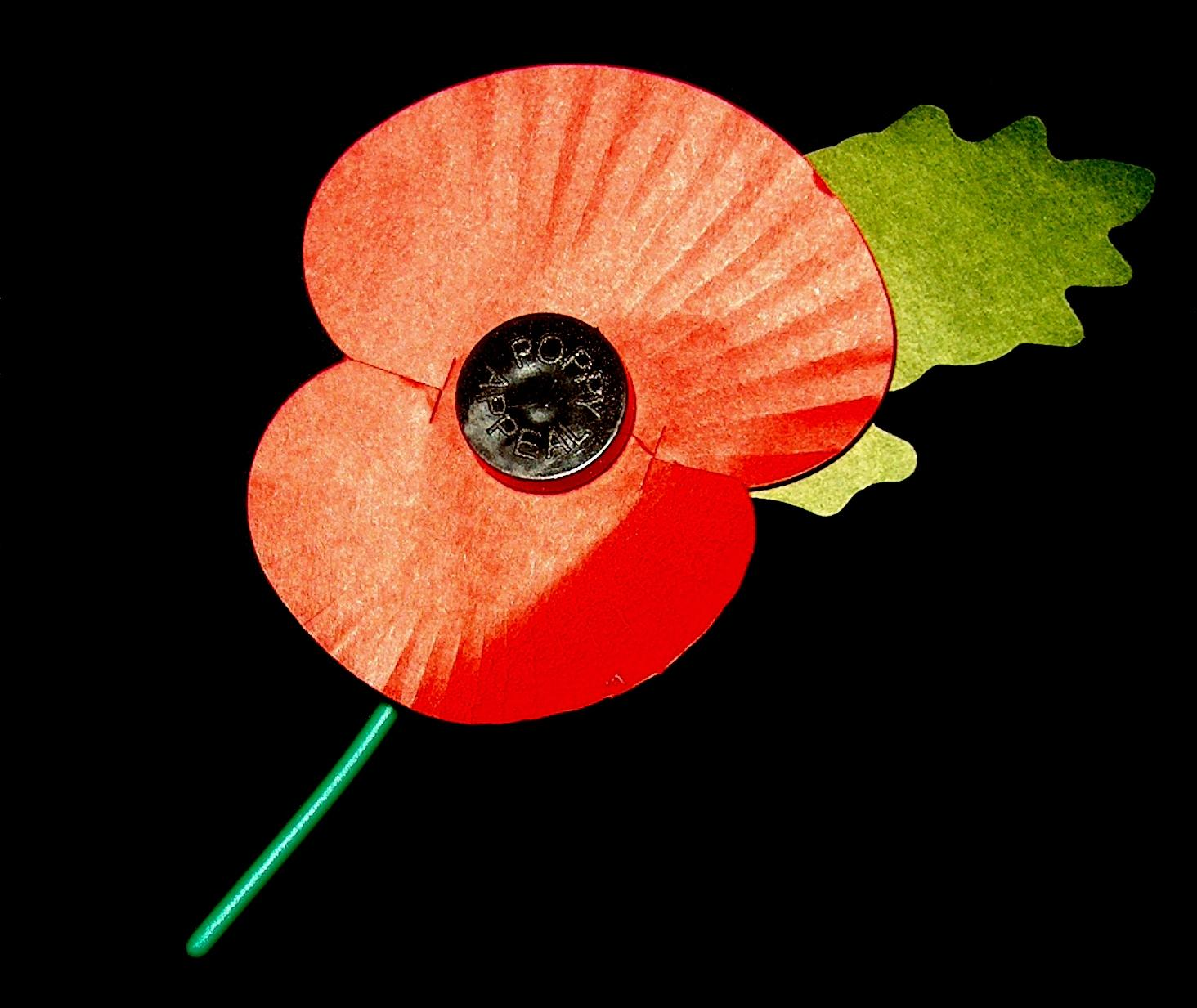
Una rosella de paper.

Una tradició similar existeix al Regne Unit i als països de la Commonwealth (excepte a Austràlia, on el romaní és el símbol de Gallipoli ). Però la flor que simbolitza els veterans és la rosella, perquè les roselles, vermelles com la sang, van créixer en gran nombre en els camps de batalla de Flandes . L'origen d'aquesta elecció és el poema *In Flanders Fields* de John McCrae, escrit el 3 de maig de 1915 amb motiu de la mort d'un dels seus amics: 
«A Flandes les roselles oscil·len al vent entre les rengleres de creus que marquen les nostres tombes»

Així doncs, en francès:
| « | Dans les champs de Flandre, les coquelicots oscillent au vent, entre les rangées de croix qui marquent nos tombes… | » |

No obstant, aquesta tradició, associada al món anglosaxó, va ser ideada per Anna Guérin, una professora de l'Alliance française, expatriada al Regne Unit i després als USA, la qual va adoptar la rosella com a símbol el 1922. Va ser nomenada Caballer de L'Orde de les Palmes académiques.
A Bèlgica, la tradició és la margarida.

## Unió de Discapacitats i Veterans
Després del final de la Primera Guerra Mundial, els soldats supervivents es van organitzar en associacions i sindicats.